# ستيفن لينن
ستيفن لينن (بالإنجليزية: Stephen Lunn)‏ هو لاعب كرة قدم أسترالية أسترالي، ولد في 12 مارس 1956.

## وصلات خارجية
- ستيفن لينن على موقع AustralianFootball.com (الإنجليزية)
- ستيفن لينن على موقع AFLtables.com (الإنجليزية)